# Biopterina
La biopterina es un compuesto heterocíclico producido en el organismo, que actúa como coenzima en las reacciones de reducción-oxidación del metabolismo.
Defectos en la biosíntesis o regeneración de la biopterina pueden causar una forma de fenilcetonuria ("PKU").
La biopterina se sintetiza en diversas partes del cuerpo, como la glándula pineal.
Deficiencias en biopterina se han asociado también con una variedad de desórdenes, que incluyen distonía.